# Call of Juarez: The Cartel
Pour les articles homonymes, voir Juárez.
Call of Juarez: The Cartel est un jeu vidéo de tir à la première personne, développé par Techland et édité par Ubisoft. Il est sorti le 21 juillet  2011 sur Xbox360 et PS3.

## Synopsis
Le 4 juillet 2011, une bombe détruit les bureaux de la DEA à Los Angeles. Il est rapidement établi que l'attentat provient d'un cartel mexicain, le cartel Mendoza. l'opinion publique exige l'invasion du Mexique, mais le président des États-Unis envoie une équipe constituée d'un agent de la DEA (Eddie Guerra), d'une agent du FBI (Kim Evans) et d'un officier de Police (Ben McCall). Ce dernier fut contacté par le seul témoin capable d'assurer le procès, Jess Stone, la fille d'un des agents morts dans l'attentat, Patrick Stone. Cette équipe, dirigée par Shane Dickson, devra faire tomber le chef du cartel, Juan Mendoza, mais un membre de l'équipe aurait fait acte de trahison...